# ExpressVPN
ExpressVPN es un servicio de red privada virtual (VPN, por sus siglas en inglés) ofrecido por la empresa Express VPN International Ltd., fundada en 2009 por Peter Burchhardt y Dan Pomerantz.  
En 2021, ExpressVPN fue adquirida por la empresa israelí Kape Technologies, propiedad del empresario Teddy Sagi, por unos mil millones de dólares. La compra se produjo después de que Kape adquiriera la web israelí de reseñas de servicios de VPN Webselense, de la cual ExpressVPN era el principal cliente comercial.

## Características técnicas
ExpressVPN ofrece aplicaciones para los sistemas operativos más comunes: Windows, macOS, iOS, Android, Linux, y routers. Estas aplicaciones emplean cifrado AES-256-CBC, protocolo TLS v1.2, y llaves RSA de 4096 bits para establecer canales seguros de comunicación.
Los protocolos VPN compatibles incluyen:
- OpenVPN (con TCP y UDP)
- SSTP
- L2TP/IPSec
- PPTP

ExpressVPN migró a llaves RSA más robustas tras las críticas recibidas en 2016 por usar llaves de solo 1024 bits. Esta mejora fue realizada después de que el investigador Marc Bevand detectara la debilidad durante pruebas de evasión del Gran Cortafuegos de China.

### Infraestructura de Servidores
En marzo de 2019, ExpressVPN reportaba tener más de 3,000 servidores distribuidos en 160 ubicaciones y 94 países, con alta concentración en regiones como Estados Unidos, Reino Unido, Alemania, Japón, Brasil, y Australia, entre otros.

### Estado Actual (2025)
A pesar de las controversias y del cambio de propietarios, ExpressVPN continúa siendo uno de los servicios de VPN más utilizados globalmente. La empresa afirma mantener una estricta política de no registro de actividad del usuario y haber fortalecido sus prácticas de transparencia y seguridad, aunque sigue siendo objeto de escrutinio debido a sus vínculos empresariales y antecedentes de fallos de seguridad.

## Historia
ExpressVPN fue fundada en 2009 por el informático Peter Burchhardt y el empresario Dan Pomerantz.
El 14 de enero de 2016, ExpressVPN fue criticada por el antiguo ingeniero de seguridad de información de Google Marc Bevand por utilizar encriptación débil.
Bevand había descubierto que solo se usaba una  llave RSA de 1024-bits para encriptar las conexiones del servicio después de utilizarlo para probar la fuerza del Gran Cortafuegos de China.
ExpressVPN solucionó el problema cambiando a llaves RSA de 4096-bits.
En julio de 2017, ExpressVPN anunció en una carta abierta que Apple había removido todas las apps de VPN de su App Store en China. En respuesta a preguntas de senadores de EE. UU., Apple reconoció que había sacado 674 aplicaciones de VPN de su App Store en China en 2017 a petición del gobierno chino.
En diciembre de 2017, ExpressVPN estuvo bajo la lupa en relación con la investigación del asesinato del embajador ruso en Turquía, Andrei Karlov. Los detectives turcos identificaron un servidor ExpressVPN que se usó para eliminar información relativa al asesino de cuentas de Gmail y Facebook. Las autoridades turcas fueron incapaces de encontrar cualquier registro que ayudara su investigación, lo cual, según la compañía,  verificaba su afirmación que no almacena actividad de usuarios o registros de conexión.
En diciembre de 2019, ExpressVPN contrató como Chief Information Officer a Daniel Gericke. Este era un exagente de la inteligencia estadounidense que había ayudado al gobierno de Emiratos Árabes Unidos a espiar a periodistas y activistas de derechos humanos, en un programa secreto que acababa de ser revelado por Reuters. Dos años después Gericke alcanzó un acuerdo extrajudicial con el ministerio de Justicia estadounidense por el que se comprometió a colaborar con el FBI y a pagar una multa. Siguió trabajando en ExpressVPN hasta julio de 2023.
La empresa israelí Kape Technologies estuvo intentando comprar ExprressVPN Ltd. desde 2018. Según explicó años después su director general, Ido Erlichman, los fundadores de ExpressVPN se negaban pero todo cambió cuando, en marzo de 2021, Kape compró la web israelí de reseñas de VPN Webselense por 149 millones de dólares. ExpressVPN era la principal cliente de Webselense, es decir, la empresa que más dinero les pagaba por sus reseñas. Esto llevó a los dueños de ExpressVPN a ceder y a vender su empresa a Kape unos meses más tarde, por mil millones de dólares.
Entre 2022 y 2024, un fallo (bug) del software de ExpressVPN para Windows dejaba ver los dominios que visitaban sus usuarios.